# Anthodioctes banksi
Anthodioctes banksi är en biart som först beskrevs av Cockerell 1928.  Anthodioctes banksi ingår i släktet Anthodioctes och familjen buksamlarbin. Inga underarter finns listade i Catalogue of Life.